# Kociołki (województwo mazowieckie)
Kociołki – wieś sołecka w Polsce położona w województwie mazowieckim, w powiecie kozienickim, w gminie Kozienice. Leży nad Zagożdżonką i Krypianką.
W latach 1975–1998 miejscowość administracyjnie należała do województwa radomskiego.
Wieś lokowano w XVIII wieku, osadzając w niej Lasowiaków znad Sanu (Posaniaków). W XIX wieku Kociołki wchodziły w skład majoratu kozienickiego.
17 kwietnia 1944 roku hitlerowcy w ramach akcji pacyfikacyjnej przeprowadzonej na terenie powiatu kozienickiego aresztowali trzech mieszkańców wsi, których następnie rozstrzelali w zbiorowej egzekucji w Zwoleniu.
Wierni kościoła rzymskokatolickiego należą do parafii Świętego Krzyża w Kozienicach.

## Ważniejsze obiekty
- cmentarz wojenny z 1914 roku, na którym pochowano kilkuset żołnierzy rosyjskich i austro-węgierskich, poległych w październiku 1914 roku;
- kapliczka z 1886 roku - kapliczka znajduje się w przysiółku Kajzerówka;
- krzyż w gajówce „Kobyli Las” upamiętniający miejsce śmierci ppor. Michała Gumińskiego ps. „Cezar”, pierwszego dowódcy oddziału Inspektoratu Radomskiego Armii Krajowej, który zginął 24 lutego 1944 roku, w wyniku nieporozumienia, od kul wystrzelonych przez członków Batalionów Chłopskich[10].